# Corambe steinbergae
Corambe steinbergae is een slakkensoort uit de familie van de Onchidorididae. De wetenschappelijke naam van de soort is voor het eerst geldig gepubliceerd in 1962 door Lance.